# Bússola

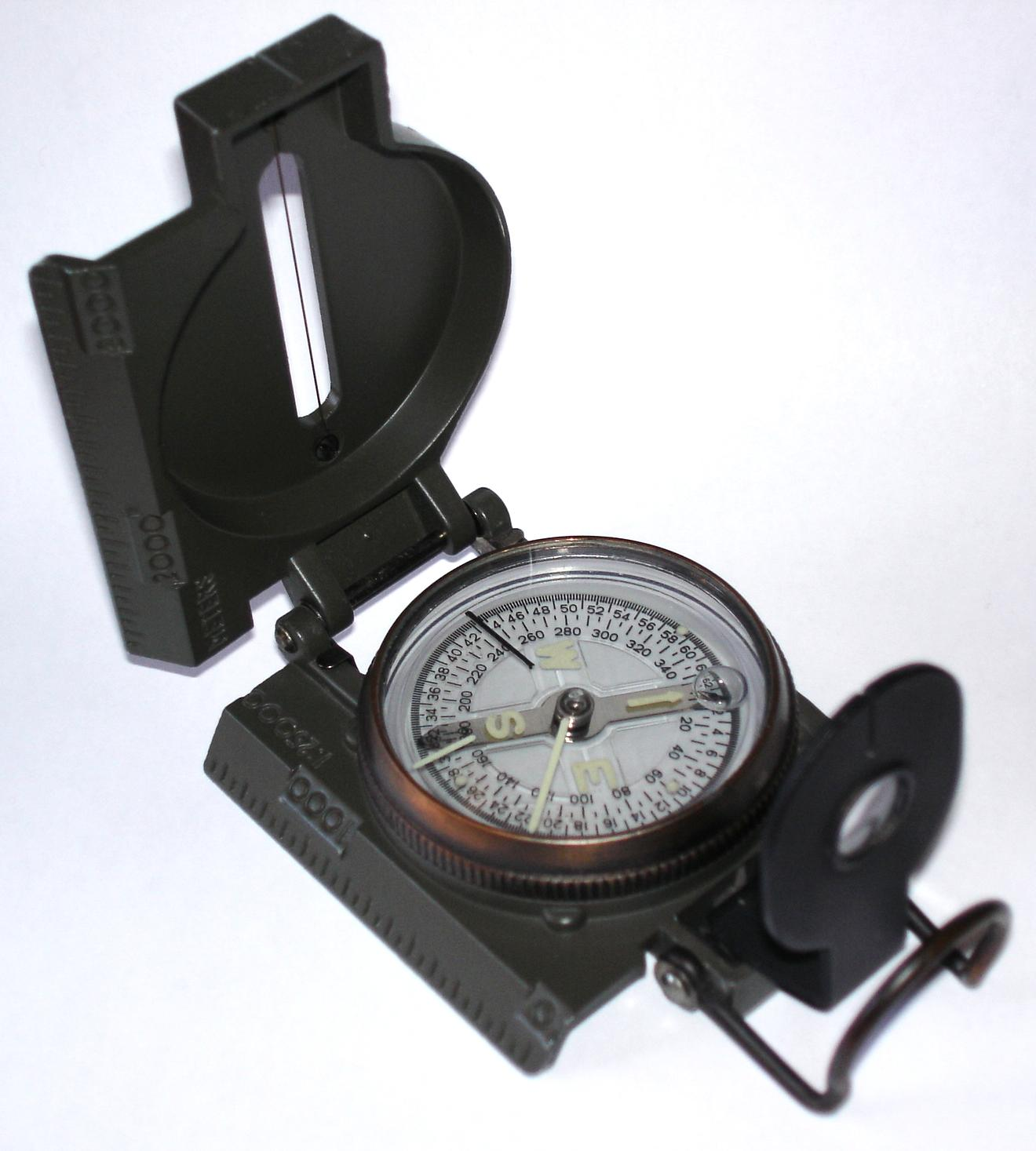
Bússola moderna.

Bússola é  um instrumento de navegação e orientação baseado em propriedades magnéticas dos materiais ferromagnéticos e do campo magnético terrestre. A palavra bússola vem do italiano bussola, que significa “pequena caixa”  de buxo.
As bússolas são geralmente compostas por uma agulha magnetizada colocada num plano horizontal e suspensa pelo seu centro de gravidade de forma que possa girar livremente, e que orienta-se sempre em direção próxima à direção norte-sul geográfica para ter a ponta destacada - geralmente em vermelho - indicando o sentido que leva ao norte magnético da Terra, ou de forma equivalente, a um ponto próximo ao polo norte geográfico da Terra. 

## História
A bússola é um equipamento inventado pelos chineses, sendo usada nas navegações.
A bússola, então ainda chamada «agulha de marear», começou a ser utilizada, em larga escala, na Europa por volta do século XIII.
Com efeito, em 1514, no texto «Tratado da Agulha de Marear», que será da autoria de João de Lisboa, piloto de mar. Dessa obra depreende-se, prima facies, que já havia o entendimento entre os navegadores, de que haveria uma relação entre a movimentação da agulha de marear, mais tarde designada bússola, e a longitude dos sítios por onde se passava.
A bússola é sem dúvida o instrumento mais conhecido da Era dos Descobrimentos, pois foi provavelmente o mais importante. Indicando sempre o sentido norte magnético, o que significa indicar aproximadamente norte geográfico, tal instrumento constituiu-se indispensável a todo e qualquer navegador. A equivalência ocorre devido aos polos norte magnético e norte geográfico se situarem em hemisférios iguais do globo. 
D. João de Castro, que em 1538, aperfeiçoou as teorias de João de Lisboa, a respeito do funcionamento dos meridianos, também deu importantes contributos para o estudo dos fenómenos magnéticos em embarcações. Com efeito, nos seus registos, assinalou que as agulhas de marear, quando na presença de grandes corpos metálicos metálicas, como os canhões por exemplo, modificavam  o seu comportamento, desnorteando-se. Em todo o caso, tendo em vista que as naus eram de madeira esta questão era facilmente solucionável, porém acabou por fornecer um importante contributo, ulteriormente, séculos mais tarde, por ora do aparecimento das embarcações metálicas.

### Na Pérsia Antiga
Nos poemas do Shahnameh de Ferdowsi (o épico nacional dos iranianos, escrito entre aproximadamente 977 e 1010 d.C.), durante uma história mitológica que se refere a um período antes de 500 a.C., há uma menção a um tipo de bússola (usando uma agulha flutuante na água) para navegação:
"Onde está o caminho através deste mar?
Devemos ser mostrados o caminho certo.
Ele disse a ele, com ferro da água, 
Nem pássaro nem flecha podem passar."

## Modernidade e utilização
As atuais mudam um pouco entre si, mas têm os mesmos componentes básicos. Com o mesmo nome de bússola pode ser designado qualquer dispositivo magnético que use uma agulha para indicar o sentido do polo sul magnético da magnetosfera do planeta, bem como qualquer instrumento eletrónico com o mesmo fim.
O uso da bússola para fins precisos requer que se tenha em mãos também um mapa cartográfico que indique a correção a ser feita na leitura bruta da bússola a fim de se localizar o norte geográfico corretamente.Tal correção deriva não apenas do fato dos polos magnéticos e geográficos não coincidirem precisamente mas também devido à leitura da bússola ser diretamente influenciada pelas condições ambientais locais - a exemplo pela grande presença de material ferromagnético no solo. As cartas de navegação normalmente apresentam tal informação sob o nome de "declinação magnética" do local.
Por ser feita com um campo magnético da Terra, a agulha maior sempre aponta para o Norte. Ela, assim como a Rosa-dos-ventos, tem os pontos cardeais e colaterais, sendo eles: Os pontos cardeais: norte (N), sul (S), leste (L) e oeste (O). E os colaterais: (Ne) nordeste, (Se) sudeste, (So) sudoeste e (No) noroeste.

## Descrição

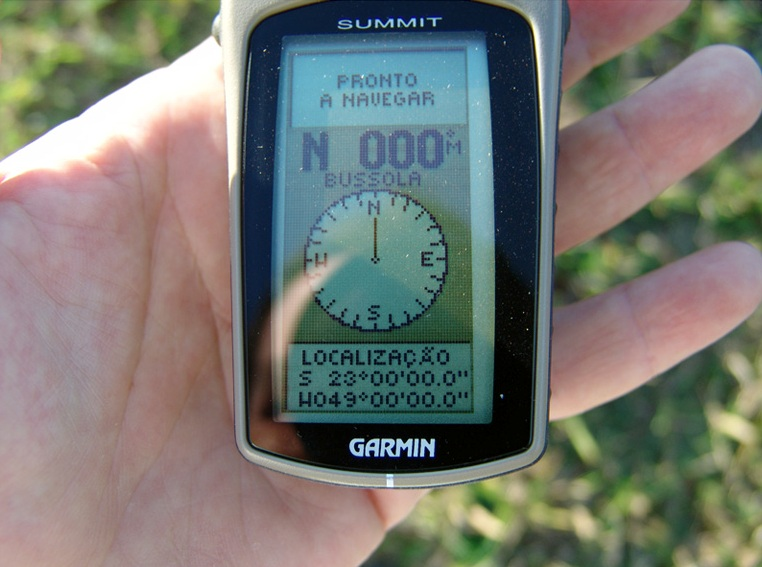
GPS com bússola e altímetro

A bússola  é um instrumento de navegação que permite encontrar ou determinar direções. Ela consiste num ponteiro magnetizado livre para se alinhar de maneira precisa com o campo magnético da Terra. A bússola fornece a uma direção de referência conhecida que é de grande ajuda na navegação. Os pontos cardeais são norte, sul, leste e oeste. Uma bússola pode ser usada com um relógio e um sextante para fornecer uma capacidade de navegação bem precisa. Esse dispositivo melhorou bastante o comércio marítimo tornando as viagens mais seguras e mais eficientes.
Os principais componentes das bússolas são os seguintes:
- Base: é transparente e de plástico, normalmente marcada com uma régua de escala e com uma (ou mais) réguas laterais.
- Cápsula: contém uma agulha magnética, é preenchida por um líquido que em geral é um óleo pouco viscoso, que tem como finalidade dar estabilidade à agulha. A agulha geralmente tem algum destaque para o pólo norte (podendo a ponta ser vermelha, de alguma cor brilhante, etc...). Existem, porém, bússolas em que o Sul é destacado, as ditas "bússolas de geólogo".
- Disco de leitura: tem uma escala em graus que fica em volta da cápsula, que serve para ser girada manualmente de modo a obter o rumo em graus (em alguns casos, essa escala não gira manualmente, girando apenas com o movimento da agulha).
- Portão: faixa preta e vermelha pintada numa lâmina ou na cápsula. Serve para alinhar a agulha, move-se junto com a cápsula e as linhas de Norte e tem o lado Norte pintado de vermelho. Em algumas bússolas o portão pode ser movido independentemente.
- Linhas de Norte: são sem série, e servem para alinhar a bússola com os meridianos inseridos no mapa. Movem-se juntamente com o disco de leitura, e são finas, pretas e paralelas ficando geralmente no fundo da cápsula ou numa lâmina transparente.

Actualmente, as bússolas electrónicas são mais utilizadas, mas no entanto as suas agulhas estão igualmente sujeitas a desvios, graças à acção que o ferro exerce sobre a agulha.
Contudo, uma bússola a bordo de uma embarcação não é chamada de bússola, mas sim agulha de marear, ou simplesmente agulha.